# Heaven on Earth (film 2008)
Heaven on Earth, noto anche con il titolo Videsh, è un film del 2008 diretto da Deepa Mehta.
La pellicola, con protagonista Preity Zinta, è stata sceneggiata dalla stessa regista Mehta e ricalca le atmosfere di Bollywood.